# Хронология Холодной войны
Хронология Холодной войны в мировой историографии исчисляется, начиная либо с 1945 года — завершения Второй мировой войны и начала противостояния союзников, либо более широко с 1917 года — начала Октябрьской революции в России, и заканчивая 1991 годом — распадом СССР, либо более поздними датами (1992 и позже).
Хронология Холодной войны
- 1943
- 1944
- 1945
- 1946
- 1947
- 1948
- 1949
- 1950
- 1951
- 1952
- 1953
- 1954
- 1955
- 1956
- 1957
- 1958
- 1959
- 1960
- 1961
- 1962
- 1963
- 1964
- 1965
- 1966
- 1967
- 1968
- 1969
- 1970
- 1971
- 1972
- 1973
- 1974
- 1975
- 1976
- 1977
- 1978
- 1979
- 1980
- 1981
- 1982
- 1983
- 1984
- 1985
- 1986
- 1987
- 1988
- 1989
- 1990
- 1991

## Десятилетия
- Холодная война в 1940-е
- Холодная война в 1950-е
- Холодная война в 1960-е
- Холодная война в 1970-е
- Холодная война в 1980-е
- Холодная война в 1990-е

## Эры
- 1945—1947 (с момента окончания Второй мировой войны до появления на Западе выражения «Холодная война»)
- 1947—1953[англ.] (с начала употребления выражения «Холодная война» до смерти Сталина)
- 1953—1962[англ.] (со смерти Сталина до Кубинского кризиса и отстранения Хрущёва от власти)
- 1962—1979[англ.]
  - 1962—1969 (с момента отстранения Хрущёва от власти до начала политики разрядки)
  - 1969—1979 (с начала политики разрядки до ввода советских войск в Афганистан)
- 1979—1985[англ.] (с ввода советских войск в Афганистан до начала Перестройки)
- 1985—1991[англ.] (с начала Перестройки до распада СССР)